# 제4회 금마장
제4회 금마장의 시상식에 관한 내용이다. 중화민국 타이베이시 중산에서 1966년 10월 30일 개최되었다.

## 수상 및 후보

### 작품상
- 서시

### 감독상
- 이한상 수상

### 남우주연상
- 조뢰 수상

### 여우주연상
- 귀아려 수상

### 여우조연상
- 노벽운 수상